# Abadia de Maubuisson
A Abadia de Maubuisson (originalmente chamada  Notre-Dame-la-Royale) é uma antiga abadia real cisterciense, fundada em 1241 por Branca de Castela,  rainha consorte de Luís VIII de França e depois regente, em nome de seu filho Luís IX. Está situada na comuna francesa de Saint-Ouen-l'Aumône, perto do castelo de Pontoise, no Val-d'Oise.
No contexto de reforço das ligações entre a realeza e as abadias, Branca de Castela decide financiar sua própria abadia. Em 1236, ela anexa Pontoise e Saint-Ouen-l'Aumône aos seus domínios. Essas terras têm a vantagem de estar situadas nas proximidades de seu castelo e ao lado de um rio, o Liesse. É lá, nas proximidades de Saint-Ouen-l'Aumône, que ela funda Maubuisson (do latim malodumum que signifca "mata maldita", em alusão a um antigo esconderijo de malfeitores existente no local;  a abadia "santificaria" esse lugar mal afamado). Em 1242, a rainha instala um grupo de monjas na nova edificação, à qual deu o nome de Notre-Dame-la-Royale, em honra à Virgem Maria, padroeira do reino da França. No entanto, foi o nome de Maubuisson que de fato prevaleceu. 
A  abadia foi fundada em 1241 e, a partir de 1244, ficou ligada à ordem cisterciense. Por seu caráter real, a construção era fortemente protegida. Por sua sólida economia, a abadia  exerceu um importante papel na região e, ademais, conseguiu sobreviver à Guerra dos Cem Anos.